# Zbigniew Rynasiewicz
Zbigniew Franciszek Rynasiewicz (ur. 4 października 1963 w Grodzisku Dolnym) – polski polityk, nauczyciel i samorządowiec, poseł na Sejm III, V, VI i VII kadencji, w latach 2013–2015 sekretarz stanu w ministerstwach odpowiadających za infrastrukturę.

## Życiorys
W 1987 ukończył studia na kierunku historia w Wyższej Szkole Pedagogicznej w Rzeszowie, a w 1992 studia podyplomowe w zakresie samorządu terytorialnego i rozwoju regionalnego na Uniwersytecie Warszawskim. W latach 1988–1990 pracował jako nauczyciel, następnie do 1997 sprawował funkcję wójta gminy Grodzisko Dolne. Działacz Ochotniczej Straży Pożarnej. 
W latach 1997–2001 mandat posła III kadencji z ramienia Akcji Wyborczej Solidarność z rekomendacji PSL-PL. Kierował tą partią w województwie rzeszowskim. Następnie należał do Ruchu Społecznego AWS. W 2001 bez powodzenia ubiegał się o reelekcję z listy AWSP. Od 2002 do 2005 był radnym i starostą powiatu leżajskiego. W 2004 był pełnomocnikiem Partii Centrum w województwie podkarpackim, następnie wstąpił do Platformy Obywatelskiej. Z jej ramienia bezskutecznie startował w wyborach uzupełniających do Senatu w okręgu rzeszowskim, zajmując 4. miejsce spośród 12 kandydatów.
W 2005 z listy PO ponownie został posłem na Sejm V kadencji, wybranym w okręgu rzeszowskim. W trakcie V kadencji zasiadał w Komisji Rolnictwa i Rozwoju Wsi. W wyborach parlamentarnych w 2007 po raz trzeci uzyskał mandat poselski, otrzymując 28 690 głosów. W VI kadencji został przewodniczącym Komisji Infrastruktury. W 2010 stanął na czele struktur PO w województwie podkarpackim. W wyborach w 2011 z powodzeniem ubiegał się o reelekcję, dostał 27 510 głosów.
W czerwcu 2013 został powołany na stanowisko sekretarza stanu w Ministerstwie Transportu, Budownictwa i Gospodarki Morskiej. W połowie listopada 2013 tymczasowo przejął obowiązki ministra transportu, budownictwa i gospodarki morskiej. Pod koniec tegoż miesiąca przestał wykonywać te obowiązki w związku z likwidacją ministerstwa i powołaniem Elżbiety Bieńkowskiej na stanowisko ministra infrastruktury i rozwoju. Również w listopadzie 2013 został sekretarzem stanu w Ministerstwie Infrastruktury i Rozwoju i pełnomocnikiem rządu ds. zarządzania infrastrukturą drogową. Pełnił tę funkcję do maja 2015. 1 czerwca tego samego roku wygasł jego mandat poselski, którego się zrzekł. Zrezygnował też ze wszystkich funkcji w PO.
W marcu 2016 politykowi zostały postawione zarzuty prokuratorskie powoływania się na wpływy i przyjęcia korzyści majątkowej w okresie jego aktywności politycznej (związane z tzw. aferą podkarpacką). W czerwcu 2023 został prawomocnie skazany na karę 1 roku i 6 miesięcy pozbawienia wolności.

## Wyróżnienia
W 2006 został honorowym obywatelem Leżajska.

## Życie prywatne
Zawarł związek małżeński z Barbarą. Ojciec sześciorga dzieci, w tym trojga z długoletniego związku pozamałżeńskiego.